# Agriopodes geminata
Agriopodes geminata är en fjärilsart som beskrevs av Smith 1903. Agriopodes geminata ingår i släktet Agriopodes och familjen nattflyn. Inga underarter finns listade i Catalogue of Life.

## Bildgalleri

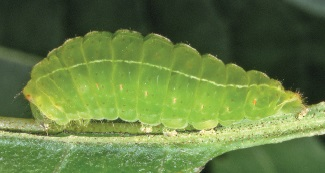